# Benny Mario Travas
Benny Mario Travas (Karachi, 21 novembre 1966) è un arcivescovo cattolico pakistano, dall'11 febbraio 2021 arcivescovo metropolita di Karachi e dal 15 agosto 2024 amministratore apostolico di Lahore.

## Biografia
Benny Mario Travas è nato il 21 novembre 1966 a Karachi, provincia di Sindh ed arcidiocesi di Karachi, nella parte meridionale della Repubblica Islamica del Pakistan.

### Formazione e ministero sacerdotale
Dopo aver terminato l'istruzione primaria, sentendo maturare una precoce vocazione al sacerdozio si è iscritto presso il seminario minore  "San Pio X" della nativa Karachi, passando poi al seminario maggiore "Cristo Re".
Ha ricevuto l'ordinazione sacerdotale il 7 dicembre 1990 incardinandosi, ventiquattrenne, come presbitero dell'arcidiocesi di Karachi. Dopo sette anni di ministero pastorale è stato inviato a Roma per studi, conseguendo la licenza in diritto canonico presso la Pontificia università urbaniana nel 1997. Tornato in patria è stato nominato vicario generale dell'arcidiocesi, divenendo anche rettore del seminario minore "San Pio X" e docente di diritto canonico all'Istituto cattolico di teologia di Karachi dal 2012 al 2014; ha inoltre ricoperto gli incarichi di giudice del tribunale ecclesiastico diocesano, membro del Collegio dei consultori e del consiglio presbiterale.
Il 13 giugno 2014 papa Francesco lo ha nominato, quarantasettenne, amministratore apostolico sede vacante et ad nutum Sanctae Sedis di Multan, dopo aver accettato le dimissioni per motivi di salute del sessantasettenne Andrew Francis, che aveva guidato la diocesi per quattordici anni.

### Ministero episcopale

#### Vescovo di Multan
Il 29 maggio 2015 papa Francesco lo ha nominato, quarantottenne, vescovo di Multan. Ha ricevuto la consacrazione episcopale il 15 agosto seguente, di fronte alla cattedrale del Santissimo Redentore a Multan, per imposizione delle mani di Ghaleb Moussa Abdalla Bader, arcivescovo titolare di Matara di Numidia e nunzio apostolico in Pakistan, assistito dai co-consacranti Joseph Coutts, arcivescovo metropolita di Karachi e futuro cardinale, e Sebastian Francis Shaw, arcivescovo metropolita di Lahore; ha preso possesso della diocesi durante la stessa celebrazione. Come suo motto episcopale ha scelto Love, hope, faith, che tradotto vuol dire "Amore, speranza, fede".
Il 28 ottobre 2016 lo stesso papa Francesco lo ha nominato membro della Congregazione per il culto divino e la disciplina dei sacramenti. Nel dicembre successivo, durante una riunione dei vescovi asiatici, ha descritto le principali sfide che la Chiesa cattolica in Pakistan deve affrontare, come accuse portate sotto le leggi sulla blasfemia e violenza di massa, nonché povertà, tossicodipendenza e carenza di sacerdoti. Verso la fine dell'anno è stato anche eletto presidente di Caritas Pakistan.
È rappresentante della Conferenza dei vescovi cattolici del Pakistan presso la Commissione internazionale sull'inglese nella liturgia dal 2015 e presidente della Caritas del Pakistan dal 2016.
Il 15 marzo 2018 si è recato, assieme agli altri membri dell'episcopato pakistano, in visita ad limina apostolorum in Vaticano, discutendo con il Pontefice della situazione e dei problemi relativi alla sua diocesi.
Nel febbraio 2019 è stato eletto segretario della Commissione internazionale sull'inglese nella liturgia.
Il 13 giugno 2020 ha inaugurato la St. Peter's CSS Academy a Multan, che incoraggia e facilita i cattolici a presentarsi per gli esami dei servizi superiori centrali (CSS) che portano a lavori di servizio pubblico federale; è la prima volta che viene compiuto uno sforzo concertato per promuovere i cattolici nel servizio pubblico. Lo stesso anno è andato in isolamento dopo essere risultato positivo al COVID-19.

#### Arcivescovo metropolita di Karachi
L'11 febbraio 2021 papa Francesco lo ha promosso, cinquantaquattrenne, arcivescovo metropolita di Karachi; è succeduto al settantacinquenne cardinale Joseph Coutts, dimissionario per raggiunti limiti d'età dopo nove anni di governo pastorale. Ha preso possesso dell'arcidiocesi durante una cerimonia svoltasi nella cattedrale di San Patrizio l'11 aprile seguente. Il 29 giugno successivo, giorno della solennità dei Santi Pietro e Paolo, si è recato presso la basilica di San Pietro in Vaticano, dove il pontefice gli ha consegnato il pallio, simbolo di comunione tra la Santa Sede e il metropolita, che gli è stato imposto in una cerimonia successiva.
Il 15 agosto 2024 è stato nominato amministratore apostolico dell'arcidiocesi di Lahore.

## Genealogia episcopale
La genealogia episcopale è:
- Cardinale Scipione Rebiba
- Cardinale Giulio Antonio Santori
- Cardinale Girolamo Bernerio, O.P.
- Arcivescovo Galeazzo Sanvitale
- Cardinale Ludovico Ludovisi
- Cardinale Luigi Caetani
- Cardinale Ulderico Carpegna
- Cardinale Paluzzo Paluzzi Altieri degli Albertoni
- Papa Benedetto XIII
- Papa Benedetto XIV
- Papa Clemente XIII
- Cardinale Enrico Benedetto Stuart
- Papa Leone XII
- Cardinale Chiarissimo Falconieri Mellini
- Cardinale Camillo Di Pietro
- Cardinale Mieczysław Halka Ledóchowski
- Cardinale Jan Maurycy Paweł Puzyna de Kosielsko
- Arcivescovo Józef Bilczewski
- Arcivescovo Bolesław Twardowski
- Arcivescovo Eugeniusz Baziak
- Papa Giovanni Paolo II
- Patriarca Michel Sabbah
- Patriarca Fouad Twal
- Arcivescovo Ghaleb Moussa Abdalla Bader
- Arcivescovo Benny Mario Travas